# Moraldo Rossi
Moraldo Rossi (* 7. Mai 1926 in Venedig; † 21. März 2021 in Rom) war ein italienischer Drehbuchautor und Filmregisseur.

## Leben
Rossi war ein guter Freund Federico Fellinis und arbeitete bis 1959 in verschiedenen Funktionen, meist als Regieassistent, an dessen Filmen mit. In den dann folgenden Jahren schrieb er etliche wenig bemerkenswerte Drehbücher für andere Regisseure und führte bei einer Episode der Cronache del '22 selbst Regie. Nach dem Misserfolg seines Films La coda del diavolo 1964, der unveröffentlicht blieb, kehrte Rossi nur 1983 einmal für eine Second-Unit-Regie der Komödie Vacanze di Natale ins Filmgeschäft zurück. Stattdessen ging er zum Fernsehen, wo er über tausend Episoden der Fernsehsendung Carosello betreute. Daneben war er auch als Autor aktiv.

## Filmografie (Auswahl)
Regie
- 1961: Cronache del '22 (eine Episode)

Drehbuch
- 1962: Robin Hood – Der Löwe von Sherwood (Il trionfo di Robin Hood)